# Sazlı, Söke
Sazlı là một thị trấn thuộc huyện Söke, tỉnh Aydın, Thổ Nhĩ Kỳ. Dân số thời điểm năm 2010 là 5.329 người.